# Junus Emre

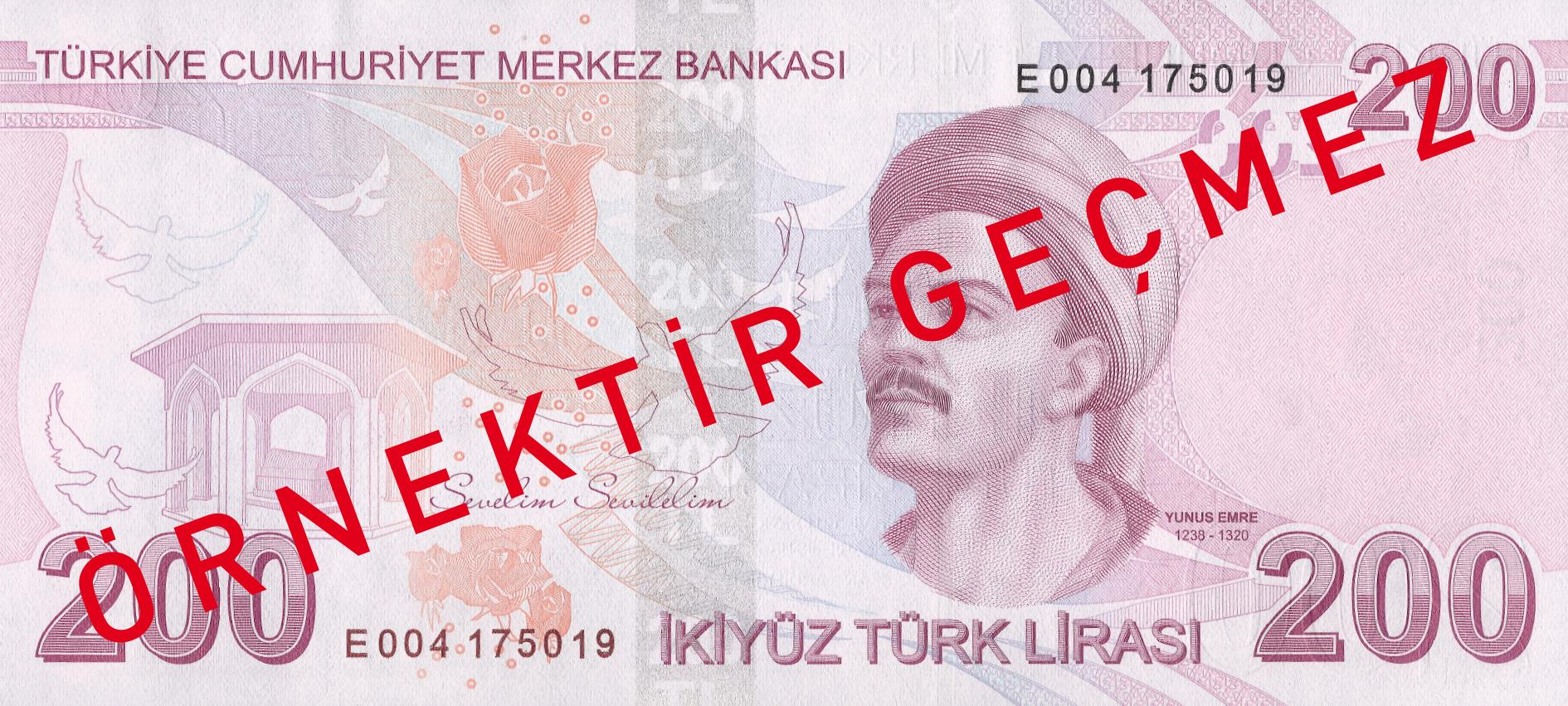
Junus Emre na turecké bankovce

Junus Emre (asi 1240 – asi 1321) byl turecký básník a súfistický bektašíjský mystik. Podle mnohých biografů byl patrně alevitou.
Žil v Anatolii v době, kdy ji ovládli seldžučtí Turci, jejich vláda však byla stále oslabována nájezdy křižáků a Mongolů. Emre na to reagoval pocity osamělosti a odloučení od světa, která vede k blízkosti bohu, ve své poezii také volal po jednotě a míru. Za tyto ideje vedl kampaň i u anatolských vládců, jeho dílo a osobnost jsou proto často řazeny k humanismu.
Jeho učitelem byl derviš Tapduk Emre (sám Emre ve svém díle tvrdí, že se u něj učil čtyřicet let), jeho velkým inspirátorem Džaláleddín Balchí Rúmí, jehož díla byl znalcem. O jeho životě je ovšem známo velmi málo a prakticky jediným zdrojem pro biografy je Emreho vlastní dílo.
Jeho poezie byla ovlivněna rytmem anatolské lidové písně (tzv. nefes) a užil jako první anatolský dialekt v literatuře. Tento dialekt se stal později základem moderní turečtiny, z čehož vyplývá jeho významná role v turecké kultuře. V jistém smyslu je prvním tureckým spisovatelem (před ním se v jeho kulturním okruhu psalo takřka výhradně v perštině nebo arabštině). Jeho dílo bylo od počátku značně populární, neboť navzdory mystické tematice bylo srozumitelné (pro kritiky pak příliš jednoduché). Jeho dílo se stalo rovněž inspiračním zdrojem generace moderních tureckých básníků, která se ohlásila po roce 1910.
UNESCO vyhlásilo rok 1991, rok 750. výročí narození básníka, za Mezinárodní rok Junuse Emreho. Junus Emre je zobrazen na zadní straně bankovky v hodnotě 200 tureckých lir, platné od 1. ledna 2009. V roce 2014 natočil režisér Kürsat Kizbaz životopisný film Yunus Emre: Askin Sesi s İbrahimem Çelikkolem v hlavní roli. Turecká televizní společnost TRT natočila v letech 2015–2016 o Emrem 45dílný seriál Yunus Emre: Aşkın Yolculuğu, který uspěl i v Bangladéši a Uzbekistánu. Turecký hudební skladatel Ahmed Adnan Saygun napsal oratorium Junus Emre, v němž zhudebnil 13 Junusových básní.